# Tamim Al-Kubati
Tamim Mohamed Ahmed Al-Kubati (Saná, 1 de enero de 1989) es un deportista yemení que compitió en taekwondo. Ganó una medalla de bronce en el Campeonato Asiático de Taekwondo de 2008 en la categoría de –54 kg.
Participó en los Juegos Olímpicos de Londres 2012, donde finalizó noveno en la categoría de –58 kg. Fue el abanderado del equipo de Yemen durante la ceremonia de apertura.

## Palmarés internacional
| Campeonato Asiático | Campeonato Asiático | Campeonato Asiático | Campeonato Asiático |
| Año                 | Lugar               | Medalla             | Categoría           |
| ------------------- | ------------------- | ------------------- | ------------------- |
| 2008                | Luoyang (China)     | Medalla de bronce   | –54 kg              |